# Лосев, Дмитрий Фёдорович
Дмитрий Феликсович Лосев (12 мая 1956, Москва — 6 июня 2023, Мытищи, Московская область) — советский и российский шахматист, мастер спорта СССР (1977), международный мастер (1997).
Выпускник московской школы № 745. Воспитанник шахматной школы Стадиона Юных пионеров, ученик В. Н. Юркова. Некоторое время занимался в школе М. М. Ботвинника.
Участник отборочных соревнований чемпионатов СССР. Серебряный призёр чемпионата СССР среди юношей 1972 г.
Многократный участник чемпионатов Москвы. Победитель этапа и финалист Кубка Москвы 2013 г.
В составе сборной ДСО «Труд» бронзовый призёр командного чемпионата СССР 1974 г., серебряный призёр командного чемпионата СССР 1976 г. (официальное название обоих соревнований — командный Кубок СССР). Также участвовал в командном чемпионате СССР 1988 г. (проводился среди клубов).

Победитель турнира российских шахматистов в Москве (1996 г.).
«[Лосев] быстро схватывает позицию, хорошо считает, энергично и изобретательно ведет атаку» (А. А. Быховский).

## Основные спортивные результаты
| Год  | Город            | Соревнование                                 | + | − | = | Результат | Место         |
| ---- | ---------------- | -------------------------------------------- | - | - | - | --------- | ------------- |
| 1972 | Чернигов         | Юношеский чемпионат СССР                     |   |   |   |           | 2             |
| 1973 | Кишинев          | Юношеский чемпионат СССР                     |   |   |   | 6 из 9    | 4—7           |
| 1974 | Москва           | Командный чемпионат СССР («Труд», 6-я доска) | 3 | 3 | 3 | 4½ из 9   | Команда — 3-я |
| 1975 | Москва           | Чемпионат Москвы                             |   |   |   |           | [ 30 ]        |
|      | Брянск           | Чемпионат ЦС ДСО «Труд»                      |   |   |   |           |               |
| 1976 | Москва           | Чемпионат Москвы                             |   |   |   |           | [ 31 ]        |
|      | Ростов-на-Дону   | Отборочный турнир 44-го чемпионата СССР      |   |   |   |           |               |
|      | Тбилиси          | Командный чемпионат СССР («Труд», 6-я доска) | 2 | 2 | 3 | 3½ из 7   | Команда — 2-я |
| 1979 | Москва           | Чемпионат Москвы                             |   |   |   |           | [ 30 ]        |
| 1987 | Москва           | Матч Москва — Ленинград (против А. Аленкина) |   | 1 |   |           |               |
|      | Ленинград        | Чемпионат ВЦСПС                              |   |   |   |           |               |
| 1988 | Набережные Челны | Командный чемпионат СССР                     |   |   |   |           |               |
| 1989 | Рославль         | Отборочный турнир 56-го чемпионата СССР      |   |   |   |           |               |
|      | Москва           | Чемпионат Москвы                             |   |   |   |           | [ 32 ]        |
| 1990 | Херсон           | Чемпионат ВЦСПС                              |   |   |   |           |               |
|      | Москва           | Чемпионат Москвы                             |   |   |   |           | [ 33 ]        |
|      | Москва           | Турнир советских шахматистов                 |   |   |   | 7½ из 15  | 8             |
| 1994 | Москва           | Чемпионат Москвы                             |   |   |   |           | [ 35 ]        |
| 1995 | Москва           | Чемпионат Москвы                             |   |   |   |           | [ 36 ]        |
|      | Тула             | Турнир российских шахматистов                |   |   |   | 8 из 11   | 2—3           |
|      | Москва           | Турнир российских шахматистов                |   |   |   | 3½ из 9   | 8             |
| 1996 | Москва           | Чемпионат Москвы                             | 5 | 2 | 4 | 7 из 11   | 17—21         |
|      | Москва           | Турнир российских шахматистов                | 5 | 0 | 4 | 7 из 9    | 1             |
| 1997 | Москва           | Мемориал Г. А. Гольдберга                    | 3 | 7 | 3 | 4½ из 13  | 13            |
|      | Москва           | Чемпионат Москвы                             |   |   |   |           | [ 36 ]        |
|      | Москва           | Международный турнир                         |   |   |   | 2 из 11   | 10—12         |
| 1998 | Москва           | Чемпионат Москвы                             |   |   |   |           | [ 43 ]        |
| 1999 | Москва           | Чемпионат Москвы                             |   |   |   |           | [ 44 ]        |
| 2000 | Москва           | Чемпионат Москвы                             |   |   |   |           | [ 45 ]        |
| 2001 | Москва           | Чемпионат Москвы                             |   |   |   |           | [ 46 ]        |
| 2012 | Москва           | Чемпионат Москвы                             |   |   |   |           | [ 47 ]        |
| 2013 | Москва           | Чемпионат Москвы                             |   |   |   |           | [ 48 ]        |
|      | Москва           | Финал Кубка Москвы                           | 1 | 8 | 0 | 1 из 9    | 10            |